# Мар'янівка (Казанківська селищна громада)
Мар'я́нівка — село в Україні, у Казанківській селищній громаді Баштанського району Миколаївської області. Населення становить 156 осіб.

## Населення

### Мова
Розподіл населення за рідною мовою за даними перепису 2001 року:
| Мова       | Відсоток |
| ---------- | -------- |
| українська | 92,95%   |
| російська  | 3,85%    |
| румунська  | 2,56%    |
| білоруська | 0,64%    |

## Видатні уродженці
Юдченко Григорій Климович (1888-1937) - член Української Центральної Ради, актор.